# Mauschelhof
Mauschelhof ist ein Gemeindeteil der Gemeinde Schwarzenbruck im Landkreis Nürnberger Land (Mittelfranken, Bayern). Mauschelhof liegt in der Gemarkung Schwarzenbruck.

## Lage
Der Einöde Mauschelhof liegt in einer Rodungsinsel des Lorenzer Reichswalds. Der Ort ist zu erreichen über eine geschotterte Forststraße nahe der Gemeindeverbindungsstraße von Fröschau nach Rummelsberg.

## Geschichte
Erste Hinweise auf eine Begehung der Höhe des Mauschelhofes finden sich bereits aus der mittleren Steinzeit.
Im Jahre 1441 wird der Mauschelhof das erste Mal in einer Aufstellung der Nürnberger Bauernschaft urkundlich erwähnt. Die verwickelten Besitzverhältnisse von Nürnberger Familien in der Frühzeit lassen jedoch davon ausgehen, dass der Hof mindestens seit etwa 1400 bestanden hat. Unter den zahlreichen Patriziern sind Nikolaus Groß, Vater und Sohn, hervorzuheben, die den Hof von 1478 bis mindestens 1509 besaßen, ähnlich wie den benachbarten Rummelsberg.
Von 1453 bis 1549 wird in einer Serie von zehn Urkunden und Abschriften neben dem „Mautschenhof“ noch ein „Tyroltshof“ genannt, der nicht weit davon entfernt gewesen sein muss. Dies unterstützt die älteste Darstellung des Mauschelhofes in der Karte des Erhart Etzlaub von 1519, die in der Feuchter Chronik, S. 23 veröffentlicht wurde. Bewirtschaftet wurde der Mauschelhof selbst über 120 Jahre lang von der Familie Wernlein über fünf Generationen.
Nachdem durch den Landshuter Erbfolgekrieg schon die Landesherrschaft mit dem Amt Altdorf von der Kurpfalz an die Reichsstadt Nürnberg übergegangen war, kam der Hof um 1550 auf bisher ungeklärtem Weg an die Patrizierfamilie Grundherr, die im nahen Weiherhaus residierte. Damit begann eine neue Ära für den Mauschelhof, die seine Geschichte für mehr als 250 Jahre prägen sollte. In dieser Zeit entstanden wohl auch die Bindungen zur Schule und Pfarrei Altenthann.
Nach dem Wegzug der Familie Wernlein 1577 wechselten die Pächter relativ häufig, bis die Familie Brunner den Hof 1723 übernahm und dort bis 1890 wohnte. Seine versteckte Lage schützte das Gut nicht vor Beschädigungen im Markgrafenkrieg 1554 und im Dreißigjährigen Krieg. Dazu kam noch Misswirtschaft, wie ein Bericht des Altenthanner Pfarrers von 1722 deutlich beschreibt.
Erst die Familie Brunner konnte den Hof wieder sanieren und aufbauen, der seit dem Bau eines Nebenhauses 1639 ein zweites Wohngebäude hatte.
Nach einer preußischen Episode 1792–1806 (Amt Burgthann) kam der Mauschelhof zu Bayern. Mit dem Gemeindeedikt (frühes 19. Jahrhundert) wurde Mauschelhof dem Steuerdistrikt Feucht und der Ruralgemeinde Moosbach zugewiesen. Im 19. Jahrhundert wurde auf Teilflächen des Hofes auch Hopfen angebaut, wie die Karte in der Uraufnahme des BayernAtlas zeigt.
Die alten grundherrlichen Rechte wirkten noch bis Mitte des 19. Jahrhunderts fort, denn der Hof gehörte 1822 bis 1848 zum Patrimonialgericht Altenthann.
Aus der Konkursmasse der Familie Brunner kam der Hof 1891 an Konrad Meyer, Gutsbesitzer von Kugelhammer. Seine Söhne teilten 1923 den Hof, von der eine Hälfte, das Haus Nr. 2 mit 40 Tagewerk Grund 1925 vom Landesverein für Innere Mission für die Rummelsberger Anstalten für 25.000 Mark erworben wurde, die das Haus bis 1960 niederlegten.
Am 1. April 1971 wurde Mauschelhof im Rahmen der bayerischen Gebietsreform nach Schwarzenbruck eingegliedert.

## Baudenkmäler
Der Mauschelhof besteht aus einem mit der Jahreszahl 1847 bezeichneten eingeschossigen Sandsteinbauernhaus mit steilem Satteldach und großer Schleppgaube auf der Westseite, sowie diversen Nebengebäuden. Der angrenzende Sandsteinquaderbau wurde als Schweinestall genutzt und stammt wohl aus der Mitte des 19. Jahrhunderts.

## Sehenswertes in der Natur

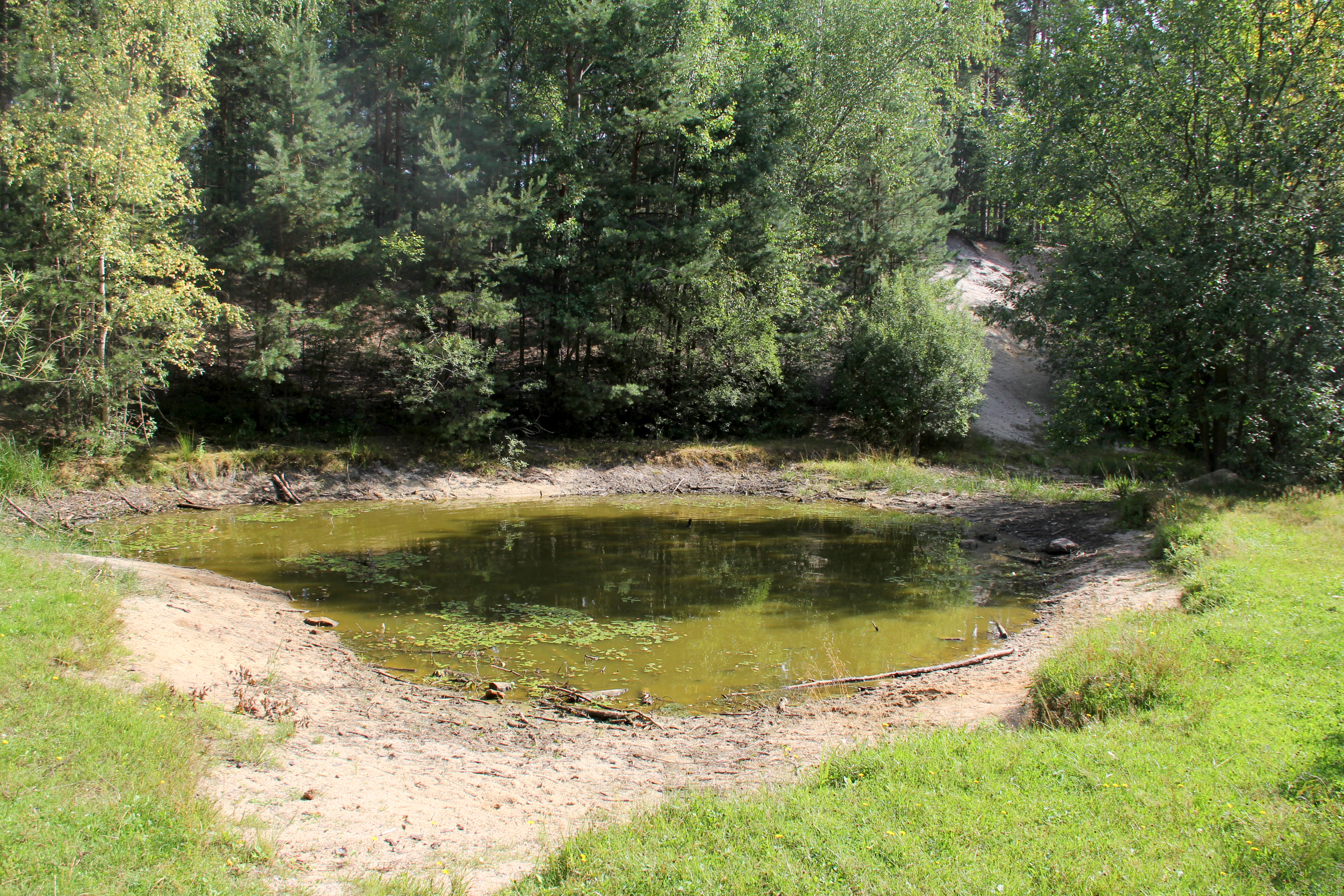
Steinbruch

- Die Räthschlucht Thanngraben bei Schwarzenbruck
- Der Fluss Schwarzach
- Die Fröschauer Weiher
- Ein kleiner namenloser Steinbruch mit Teich